# Merionoeda melichroos
Merionoeda melichroos là một loài bọ cánh cứng trong họ Cerambycidae.